# Amy Cure
Amy Louise Cure (Penguin, 31 de dezembro de 1992) é uma ciclista de pista profissional australiana. Atualmente, compete para a equipe Lotto-Soudal Ladies. Cure conquistou oito medalhas no Campeonato Mundial de Pista, duas delas de ouro.